# Peligro inminente (película)
Peligro inminente (título original: Clear and Present Danger) es una película de 1994 dirigida por Phillip Noyce, con Harrison Ford, que interpreta otra vez al agente Jack Ryan, y Anne Archer, que interpreta otra vez a su esposa. Está basada en la novela Peligro inminente, de Tom Clancy.

## Sinopsis
Cuando el Almirante James Greer (James Earl Jones) cae gravemente enfermo, Jack Ryan (Harrison Ford) es nombrado subdirector de la CIA para que haga el trabajo de Greer en su lugar. Su primera misión es investigar el asesinato de uno de los amigos personales del Presidente, un importante hombre de negocios, y de su familia por parte de un cartel de la droga colombiano, dirigido por Ernesto Escobedo. Durante su investigación descubre que estaba vinculado al tráfico de drogas colombiano y que habían matado, a él y a su familia, porque les había robado muchísimo dinero proveniente del tráfico de las drogas, que pertenecía al cartel. Adicionalmente él también consigue encontrar el dinero.
Sin embargo, sin que Ryan lo sepa, la CIA ha enviado mientras tanto una fuerza paramilitar dirigida por el temible John Clark (Willem Dafoe) contra el cartel colombiano bajo órdenes del Presidente, que quiere vengar así la muerte de su amigo. Esa acción la hizo sin el consentimiento del Congreso y utilizó a Ryan para conseguir del Congreso los fondos para ello, los cuales, en realidad, estaban destinados para otras acciones contra la droga en ese país. Atrapado entre dos fuegos y sin poder contar con la ayuda de Greer, el cual murió entretanto por su enfermedad, Ryan decide arriesgar su carrera y su vida por la única causa en la que aún cree: la Constitución.

## Reparto
- Harrison Ford - Jack Ryan
- Willem Dafoe - John Clark
- Anne Archer - Dra. Catherine "Cathy" Ryan
- Joaquim de Almeida - Col. Félix Cortez
- Henry Czerny - Robert Ritter
- Harris Yulin - James Cutter
- Jorge Luke - Sipo
- Donald Moffat - Presidente Bennett
- Miguel Sandoval - Ernesto Escobedo
- Benjamin Bratt - Capitán Ramírez
- Raymond Cruz - Domingo Chávez
- Dean Jones - Juez Moore
- Thora Birch - Sally Ryan
- Ann Magnuson - Moira Wolfson
- Hope Lange - Senadora Mayo
- Tom Tammi - Emile Jacobs, Director FBI
- Tim Grimm - Dan Murray, Agente FBI
- Belita Moreno - Jean Fowler
- James Earl Jones - James Greer

## Producción

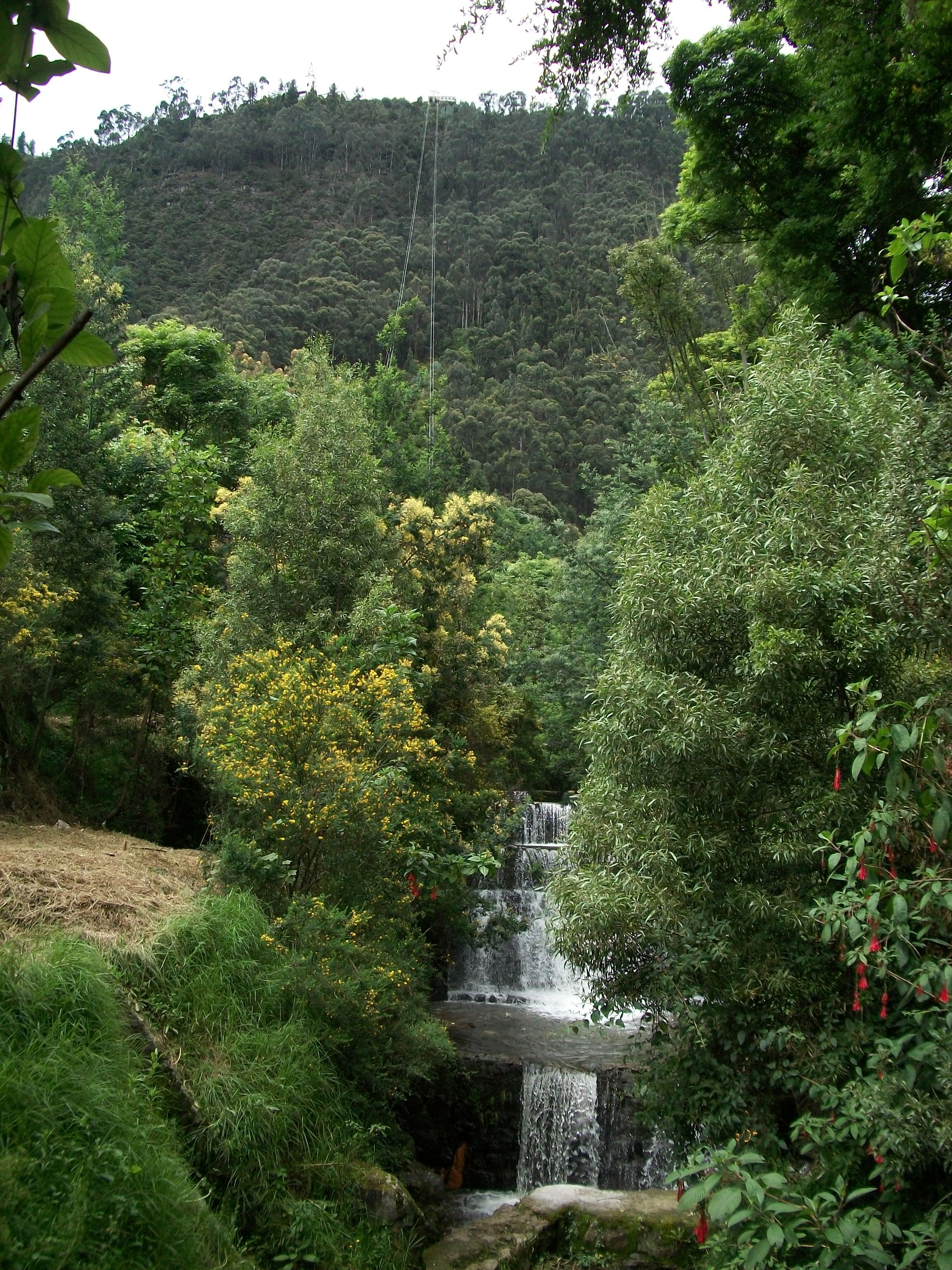
Gran parte de la acción del film tiene lugar en la selva colombiana y se filmó gran parte en Tepoztlán, Morelos, México. La llegada de Ryan a Bogotá y el traslado del convoy es filmado en la Ciudad de México

John Milius dijo que escribió el guion y luego le añadió la escena en la que Ryan es emboscado en Colombia. También menciona que en el primer final Cortez llegaba a Washington para matar al consejero de seguridad nacional, pero moría antes de conseguirlo. Se utilizaron los mismos decorados de la sala oval de la Casa Blanca que ya se utilizaron en la comedia Dave, presidente por un día de 1993. Varias de las tomas aéreas de las ciudades de Panamá y Bogotá referenciadas en la película son en realidad tomas de la Ciudad de México y Quito, capital de la República del Ecuador.

### Música
La banda sonora sigue siendo obra de James Horner. Milan Records editó el álbum.

## Estrenos internacionales
| País                                                                          | Fecha de estreno                  |
| ----------------------------------------------------------------------------- | --------------------------------- |
| Alemania                                                                      | Jueves 29 de septiembre de 1994   |
| Argentina                                                                     | Jueves 29 de septiembre de 1994   |
| Australia                                                                     | Jueves 6 de octubre de 1994       |
| Austria                                                                       | Viernes 30 de septiembre de 1994  |
| Bélgica                                                                       | Miércoles 12 de octubre de 1994   |
| Belice · Costa Rica · El Salvador · Guatemala · Honduras · Nicaragua · Panamá | Viernes 28 de octubre de 1994     |
| Brasil                                                                        | Viernes 18 de noviembre de 1994   |
| Bulgaria                                                                      | Viernes 9 de diciembre de 1994    |
| Chile                                                                         | Jueves 10 de noviembre de 1994    |
| Colombia                                                                      | Jueves 27 de octubre de 1994      |
| Corea del Sur                                                                 | Sábado 17 de septiembre de 1994   |
| Croacia                                                                       | Jueves 17 de noviembre de 1994    |
| Dinamarca                                                                     | Viernes 23 de septiembre de 1994  |
| Ecuador                                                                       | Miércoles 9 de noviembre de 1994  |
| Egipto                                                                        | Lunes 20 de febrero de 1995       |
| Eslovenia                                                                     | Jueves 15 de diciembre de 1994    |
| España                                                                        | Viernes 25 de noviembre de 1994   |
| Estados Unidos · Canadá                                                       | Miércoles 3 de agosto de 1994     |
| Filipinas                                                                     | Miércoles 16 de noviembre de 1994 |
| Finlandia                                                                     | Viernes 11 de noviembre de 1994   |
| Francia                                                                       | Miércoles 19 de octubre de 1994   |

| País                         | Fecha de estreno                 |
| ---------------------------- | -------------------------------- |
| Grecia                       | Viernes 16 de diciembre de 1994  |
| Hong Kong                    | Jueves 20 de octubre de 1994     |
| Hungría                      | Jueves 20 de octubre de 1994     |
| India                        | Viernes 13 de enero de 1995      |
| Indonesia                    | Martes 25 de octubre de 1994     |
| Israel                       | Jueves 15 de septiembre de 1994  |
| Italia                       | Miércoles 7 de diciembre de 1994 |
| Japón                        | Sábado 17 de diciembre de 1994   |
| Líbano                       | Viernes 28 de octubre de 1994    |
| Malasia                      | Jueves 29 de septiembre de 1994  |
| México                       | Viernes 11 de noviembre de 1994  |
| Noruega                      | Viernes 4 de noviembre de 1994   |
| Nueva Zelanda                | Viernes 14 de octubre de 1994    |
| Países Bajos                 | Jueves 15 de septiembre de 1994  |
| Perú                         | Viernes 18 de noviembre de 1994  |
| Polonia                      | Viernes 2 de diciembre de 1994   |
| Portugal                     | Viernes 30 de septiembre de 1994 |
| Reino Unido Irlanda          | Viernes 16 de septiembre de 1994 |
| República Checa · Eslovaquia | Jueves 1 de diciembre de 1994    |
| República Dominicana         | Jueves 20 de octubre de 1994     |
| Rumania                      | Viernes 23 de diciembre de 1994  |
| Singapur                     | Jueves 29 de septiembre de 1994  |
| Sudáfrica                    | Viernes 9 de septiembre de 1994  |
| Suecia                       | Viernes 21 de octubre de 1994    |
| Suiza                        | Viernes 30 de septiembre de 1994 |
| Tailandia                    | Viernes 7 de octubre de 1994     |
| Taiwán                       | Viernes 23 de diciembre de 1994  |
| Turquía                      | Viernes 2 de diciembre de 1994   |
| Uruguay                      | Domingo 1 de enero de 1995       |
| Venezuela                    | Miércoles 26 de octubre de 1994  |

## Recepción
La película se estrenó en los Estados Unidos el 3 de agosto de 1994 y en España el 25 de noviembre de 1994. Se erigió como uno de los éxitos de taquilla de 1994.

## Premios

### Premios Óscar
| Año  | Categoría               | Resultado |
| ---- | ----------------------- | --------- |
| 1994 | Mejor sonido            | Nominada  |
| 1994 | Mejor edición de sonido | Nominada  |

## Otros premios
- Premios Saturn (1995): Una Nominación
- Premios ASCAP (1995): Un Premio
- Premios Blockbuster (1995): 2 Premios
- Premios Golden Reel (1995): 2 Nominaciones
- Premios C.A.S. (1995): Una Nominación
- Premios MTV (1995): Una Nominación
- Premios Saturn (2004): Una Nominación